# Mesa Laboratory
 El Mesa Laboratory del Centro Nacional de Investigación Atmosférica es un centro de investigación ubicado en Boulder, Colorado. El complejo de edificios fue diseñado por el arquitecto modernista IM Pei en 1961 como su primer proyecto fuera del diseño de edificios de la ciudad. Se ha destacado por su arquitectura inspirada en Anasazi y el uso de hormigón abujardado para mezclarse con el área circundante. El laboratorio fue nombrado el Laboratorio del Año de la revista Industrial Research Magazine de 1967.

## Diseño y construcción
En 1960, la Corporación Universitaria de Investigación Atmosférica (UCAR) nombró a Walter Orr Roberts como director fundador del Centro Nacional de Investigación Atmosférica (NCAR) y designó la Mesa Mesa debajo de los acantilados de arenisca Flatirons como su sitio de laboratorio. Después de acordar preservar la totalidad de 565 acres (2,29 km²) desde el desarrollo, el estado de Colorado compró el terreno y lo entregó a NCAR para el laboratorio de investigación. Pietro Belluschi, entonces decano de arquitectura en el Instituto de Tecnología de Massachusetts, asesoró a Roberts en la selección del arquitecto para el centro. Utilizando a los decanos de arquitectura de las universidades constituyentes de UCAR como comité de expertos, finalmente seleccionaron a IM Pei como arquitecto del proyecto. Hasta este momento, Pei había sido conocido por su trabajo en proyectos urbanos a gran escala y por su uso innovador del concreto en la construcción y carecía de reputación en proyectos rurales o construcciones de laboratorio.
Sin embargo, de 1962 a 1964, Pei dedicó una parte importante de su tiempo a diseñar el laboratorio. A través de sus revisiones, pasó de un solo concepto de torre alta a una serie de tres torres de 5 pisos instaladas en un modelo similar a una aldea. Además, pasó de una construcción de una sola etapa a un enfoque incremental de dos fases que mejor se adaptaba a las restricciones presupuestarias impuestas por la Fundación Nacional de Ciencias de laNCAR. A pesar de las limitaciones presupuestarias, Pei logró incorporar características tales como el martilleo del acabado de concreto y los nidos de cuervos en la parte superior de las torres que buscaban cumplir el objetivo de NCAR de una estructura compleja.

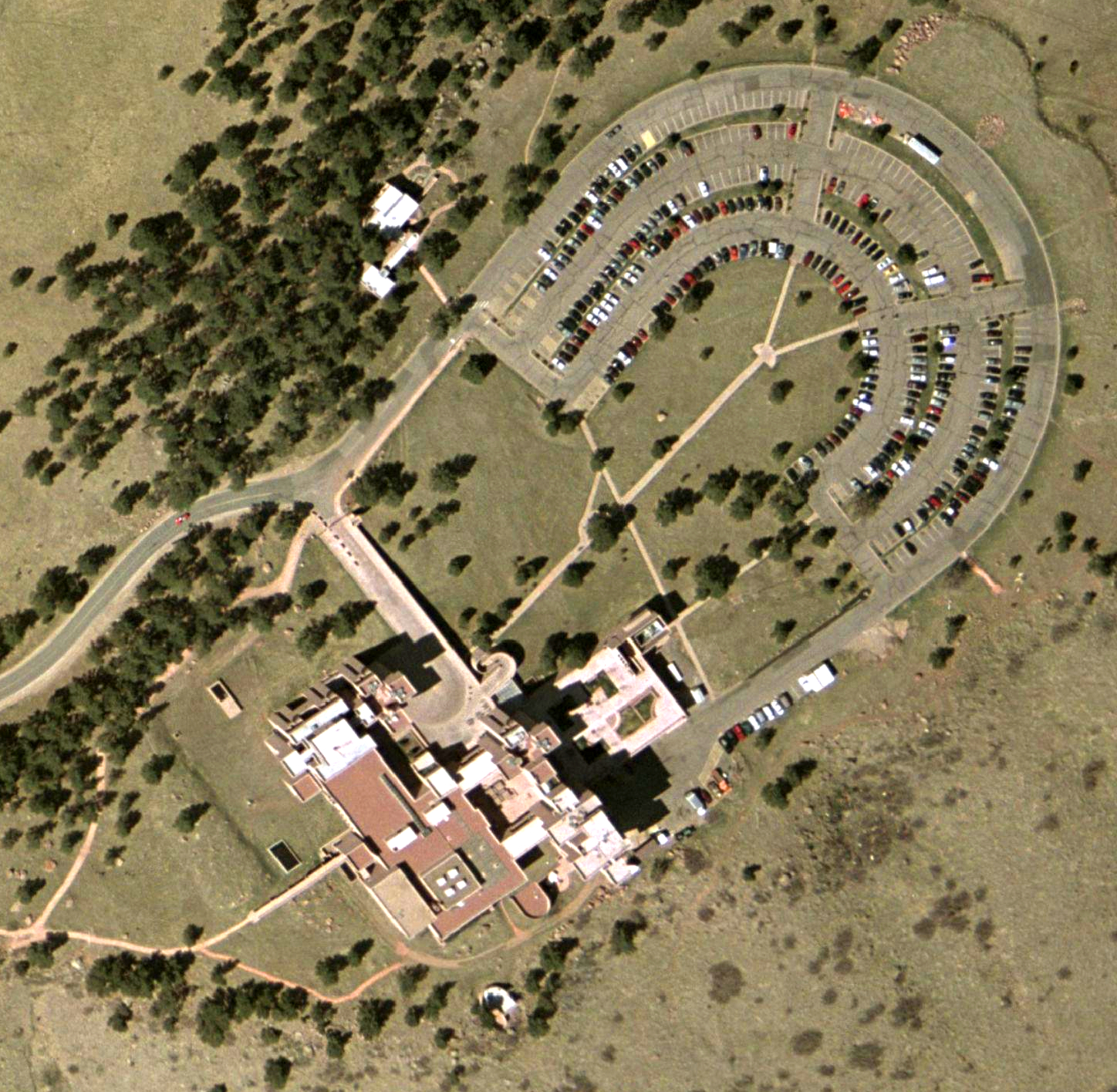
Vista aérea del laboratorio

Pei basó su diseño en las viviendas del acantilado Anasazi de Mesa Verde. Utilizó técnicas como martillar el concreto, diseñar formas geométricas para los edificios y usar un agregado rosado local para ayudar al complejo a mezclarse con las colinas Flatirons circundantes en Mesa. También diseñó el edificio en forma de laberinto para fomentar una mayor interacción entre los científicos.
En enero de 1963, la NSF aprobó el diseño de Pei, modificándolo eliminando la torre sur y el centro de conferencias para cumplir con las limitaciones presupuestarias. En abril de 1964, la Compañía de Construcción Martin K. Eby comenzó a trabajar en el laboratorio, con un costo estimado de US$23.50 por pie cuadrado, dentro del límite de US$25. El edificio se completó en 1966 y se entregó en 1967. A pesar de los problemas con los techos con goteras y el flujo de personal, el edificio fue considerado un éxito en las comunidades científicas y arquitectónicas y, a 2009, sigue siendo el laboratorio primario de NCAR.[cita requerida]
En 1969, Pei diseñó el Edificio Fleischmann complementario en el mismo sitio para servir como sede administrativa de UCAR. El edificio principal se expandió bajo tierra en 1977 para dar cabida a los estudios de supercomputadora ampliados y en 1980 un anexo sobre el suelo proporcionó espacio adicional. En 2008, Pei donó un modelo a escala de 68 por 98 pulgadas (2489,2 mm) del sitio de Mesa desde la década de 1960 hasta el laboratorio para una visualización de la historia.

## Reacción
El laboratorio ganó el premio Laboratorio del año de 1967 por Industrial Research Magazine y el Instituto Americano de Arquitectos de 1997: Premio de 25 años del Capítulo de Colorado. El último premio se otorga a los edificios que continúan cumpliendo su función original y han resistido la "prueba del tiempo" durante un período de 25 a 35 años. El centro también fue nombrado Mejor Centro de Investigación por la revista Go! en 2007.

## Apariciones en la cultura popular.
- Mesa Laboratory apareció prominentemente hacia el final de la película clásica de culto Woody Allen de 1973 Sleeper, en la que también sirve como la ubicación de un laboratorio.
- Aparece en la película de 1996 La llegada.
- El videojuego Horizon Zero Dawn, publicado en 2017, utilizó el edificio como la ubicación de un campamento de bandidos en un Colorado postapocalíptico. El héroe tiene que explorar las ruinas del edificio de Los Antiguos, matando a los invasores y liberando a los prisioneros.[cita requerida]